# Pematang Tahalo
Pematang Tahalo is een bestuurslaag in het regentschap Lampung Timur van de provincie Lampung, Indonesië. Pematang Tahalo telt 4762 inwoners (volkstelling 2010).